# 103rd Street (Eighth Avenue Line)
103rd Street is een station van de metro van New York aan de Eighth Avenue Line, in het stadsdeel Manhattan. Het station is geopend in 1932. De lijnen  maken gebruik van dit station.
 ·  ·  ·  ·  ·  ·  ·  ·  · 